# Angern
Angern település Németországban, azon belül Szász-Anhalt tartományban. Lakosainak száma 1899 fő (2023. december 31.). Angern Burgstall és Rogätz községekkel határos.

## Népesség
A település népességének változása:
| Lakosok száma | 2112 | 1993 | 1967 | 1960 | 1967 | 1899 |
|               | 2010 | 2017 | 2019 | 2021 | 2022 | 2023 |